# Kunskapsdesign
Begreppet Kunskapsdesign betecknar all slags gestaltande verksamhet som syftar till att förmedla kunskap och insikt i allt ifrån läromedel till gränssnitt på datorer. 
En gren av detta har kallats Pedagogisk utsmyckning där intentionen är att väcka intresset för nytt vetande genom att en permanent estetisk installation med kunskapsinnehåll placeras i offentlig miljö.